# 泰国中华会馆
泰國中華會館（The Chinese Association in Thailand）成立於西元1907年，西元1947年7月14日正式成立中華會館。前身為暹羅中華會所。 西元1907年秋國父孫中山於曼谷主持建立中國同盟會暹羅總支部，指定閩籍蕭佛成為支部部長，並成立中華會所，選舉許金泉為總理。
實有足為當時旅泰國僑胞深切告慰者，而對當地政府及人民的愛護協助，尤深致無限感謝之忱。
目前是泰國少數親中華民國派的僑社親近中華民國，堅定支持一個中國是中華民國。

## 孫中山蒞暹羅
西元一九○七年秋，孫中山先生偕汪精衛等由越來暹羅，主持成立中國同盟會總支部於曼谷，並指導組織中華會所，計加盟者有陳景華、蕭佛成、陳載之、周道生、王杏洲、朱慶初、梁社長、葉定仕、何少熙、沈荇思、梁廷英、陳秉棠、葉慶新、馬興順等卅餘人，由國父指定蕭佛成為支部部長，並選許金泉為中華會所總理。許金泉不是同盟會員，但為接近同盟會的愛國僑胞。是時同盟會組織尚採秘密原則，而中華會所則已公開活動。會所初設於四披耶路湄南河濱之蕭寓，其後數度遷移，最後則遷至四披耶路正街。民國前四年，又有陳繹如、林伯岐、雲竹亭、洪正修、洪亮修、魏紫笙、陳烈漢、陳鐵漢、陳思祖、溫醒民、黃作周、黃泰來、葉雲舫、馮燦初、黃諒列、梁偉成、林修蘭、林格蘭、陳汰餘、周華等數十人。時在黃花崗起義失敗之蕭何漪、陳湧波、余永興、盧柏琅、吳克夫、王斧軍等均流亡來泰，齊集本京，乃決定各屬大量吸收盟員，大量發展，於是決定蕭佛成主持粵屬，陳繹如主持潮屬，葉定仕主持客屬，梁社長主持廣屬，王斧軍主持瓊屬，又以蕭竹漪、陳湧波、余永興為洪門人物，一部份洪門兄弟受其領導，於是聲勢日盛。
國父完成其指導組織中華會所及主盟工作後，復指導瓊籍盟員王斧軍、林格蘭等組織瓊島會所。翌年，胡漢民與胡毅生、余次彭、陳炳章、林激貞(吉貞)等又由星洲來暹羅，余氏又說服客屬之群英、明順兩個洪門組織參加革命，另成立振興報社，分頭發展。胡毅生、余次彭、葉廣新、葉定仕、周道生等，亦分頭為加盟的盟員主盟，而葉在英、余唐秀、梁社長等繼續主持社務。
組織略具規模之後，乃從事宣傳教育工作。於是蕭佛成與陳景華等籌辦華暹新報；陳繹如、吳克夫、王斧軍等，先後創辦華益學校、國文學堂、明德學校、新民學校等，這些都是在中華會所旗幟之下進行的。此外尚有民前參加羅初光復雲南之役，其事未成，葉伯棠、溫春如、林義生、余誅滿、陳家佐、林子健、黃偉、賴少聊、梁亮、侯泉、鍾季明等在網帕被捕，旋獲釋放。
辛亥三月廿九日廣州起義之役，中華會所會員與盟員之回國參加甚多，其中有周華烈士，更名列黃花崗七十二烈士之林，此為泰國會友之所認為光榮者，其次則為余保山先生返國任黃克強先生侍衛及國術教練，亦親預其事，而幸免於難焉。
辛亥雙十武漢起義，中華會所回國參加光復工作者有李軍模等達三百餘人，陳景華於光復後任廣東警察所長，後為龍濟光遭捕遇害，余次彭則率眾光復廣西，被陸榮廷所害，林激貞曾光復汕頭，後在港遭暗殺，陳湧波曾任光復軍標統，黃作周曾任光復粵軍第四參軍，盧柏琅回國後被選為川籍國會議員，王斧軍與林格蘭，亦被選為國會議員，張鑑初曾任同盟模範軍班長後充  國父侍衛，謝愷衡曾任北伐炸彈隊排長。
中華民國成立之前的中華會所是草創時期，惟其中負責人物，均是一時俊傑，許金泉、蕭佛成、葉定仕、鄭玉山、陳景華等，其學問德操皆為一時之選，惜以年代久遠，所知不多，誠恐未足以傳也。
中華民國成立之後，中國同盟會又作一次改組並換名為國民黨，使一個擔負革命工作的革命黨，成為建國的普通政黨，而中華會所也更名為中華會館，逐漸進步成為一個合法的僑民團體。

## 革命成功、館務一斑
辛亥三月廿九日黃花崗之役，給予華僑的刺激實在太多了，會務發展也太快，會友人數的增加有如直線上升，辛亥武昌起義後，回國參加光復工作及北伐軍炸彈隊者極為踴躍。及北伐軍遣散，有一部份參加同盟模範軍訓練，炸彈隊則多復員並返南洋就業，中華會館及振興書報社乃推總幹事鍾俊卿，攜帶會員及社員名冊返南京報告。鍾總幹事俊卿，以革命大功告成，乃先返梅縣家鄉，省親家人，以後始復出經汕頭赴上海轉南京，適二次革命失敗，上海搜查甚急，鍾俊卿遂將文件名冊投於黃浦江中，當時雖然中華會館與書報社的組織粗具規模，但以秘密關係，仍不少獨立作戰，而參加會館及書報社的同盟會員不但各自活動，那時會員幾及萬人，但具有會籍者則僅三百餘人。中華民國成立，北伐軍解散之後，會務面臨一次低潮，加以二次革命討袁失敗，意見更多分歧，中華革命黨的改組，仍未能給予若干刺激，會務進行，因之亦萎靡不振。西元1913年，陳秉棠、陳澍孫、林海山等並從事組織水利促成社，又在中華會館與振興書報社之外建立組織。
由於討袁失敗，袁逆帝制陰謀更急，不斷以暗殺手段對付國民黨份子，甚至他自已的爪牙，也有所不免，後來甚至接受日人提出的二十一條件，於是中華會館又擁  孫中山從事反抗袁世凱帝制工作。而且由此，也轉而著重文化教育工作，鼓勵青年回國就學，並在此時，鼓勵各處辦學辦報，而將自由平等民主博愛思想介紹外國與僑胞。至民國四年十二月二十五日，唐繼堯、蔡鍔、梁啟超在雲南起義，各地響應，袁世凱卒於民國五年六月六日嘔血而死，稱帝僅八十三日而已，其後護法護國之役，在海外尚少影響，而各地軍閥割據，北京軍閥的權力爭奪也無已時。至民國九年，中華革命黨又改組為中國國民黨，中華會館仍由蕭佛成、陳秉棠、林伯歧、陳笑生、黃諒初、許超然、潘璧如等主持。十一年內部因一部份人發生意見而告分裂，陳秉棠等離去。
西元1925年國民黨改組。十五年七月國民革命軍北伐，節節勝利，於是國民黨黨務發展極快，時總支部負責人為蕭佛成、林伯歧、陳笑生、詹訪華、吳季達、陳道吾、游子光、劉誦芳、黎淡光、陳暑木、梁社長、黃福、王芝、陳竹安等。後來蕭佛成被選為中央監察委員，並短時期被選任中央海外部長。此間因共黨份子之企圖把持黨務，內部發生意見，十六年成立清黨委員會實行清黨，清去鄭省一、王步先等共黨份子。十六年末，中央復委派黃隱東、黃維中、莊卓英、李希穆、劉冷陞、黎淡觀、陳道吾、溫燮南、陳竹安等為特別委員，仍以內部意見分歧，十八年又派陳竹安、李序園、李希穆、何平吾、詹訪華、陳道吾、劉冷陞、羅革非、溫燮南、黎淡觀、莊英童、吳碧岩、馬燦利、梁士俊、雷載春、鄺少智等為整理委員，因為黨務糾紛迭起，也就影響了中華會館的會務。二十年九一八事變突發，時值西南執行部及西南政務委員會成立，總支部遂分裂為二，一為中央派，一為西南派，蕭佛成先生亦留粵不歸，於是中華會館的會務遂無形停頓，及七七事變爆發全面抗戰，於是抗敵後援會應運而生。

## 外部連結
- 泰國中華館官方網站 （页面存档备份，存于）（中文）（英文）（泰文）